# Strasbourg Volley-Ball
Pour les articles homonymes, voir RC Strasbourg (homonymie).
Le Strasbourg Volley-Ball est un club masculin de volley-ball basé à Strasbourg qui évolue en Nationale 2 (4e niveau national) lors de la saison 2018-2019. Le club, créé en 1961, est une ancienne section du Racing Club de Strasbourg omnisports, a évolué dans les années soixante en première division nationale, terminant troisième de la poule A lors de la saison 1966-1967.

## Historique[2]
- 1961 : Création de la section volley-ball du RC Strasbourg, le 1er président est Gilbert Bodier
- 1965 : Le club accède à la première division nationale
- 1970 : Le club est rétrogradé en Nationale 2
- 1985 : Vainqueur de la coupe de France de troisième division
- 2002 : Accession en Nationale 1
- 2007 : Rétrogradation administrative de la Nationale 1 en championnat d’Alsace
- 2013 : Le club retrouve la Nationale 1 et devient le Strasbourg Volley-Ball
- 2016 : Accession en Ligue B
- 2022 : fusion avec la section compétition de la Constantia

## Palmarès
Vainqueur de la Coupe de France des 3ᵉ Division : 1985 (contre Fréjus).Finaliste de la Coupe de France fédérale : 2014, 2015

## Historique des logos

Logo jusqu'à 2013
Logo jusqu'à 2016